# Frank Meester

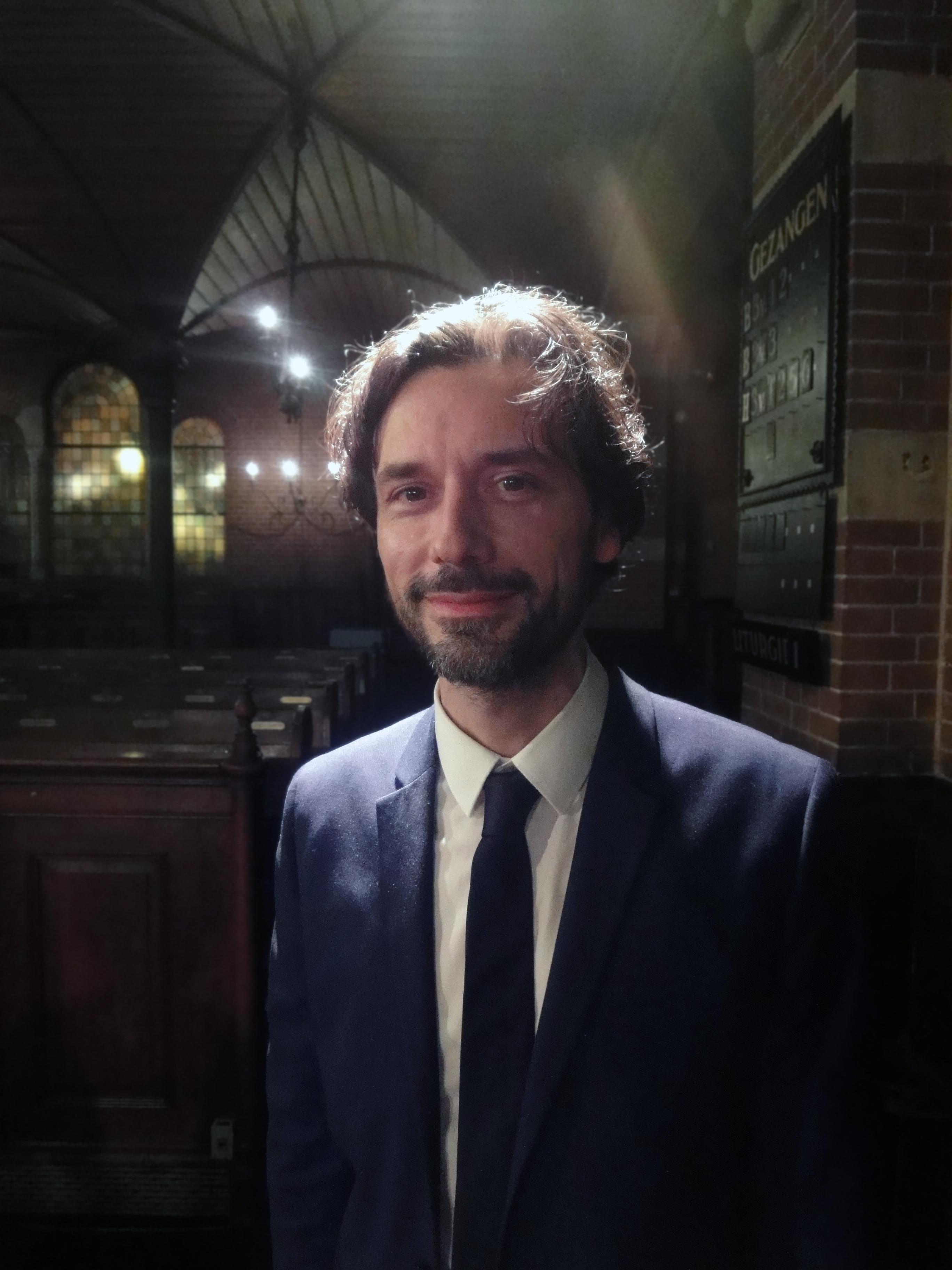
Frank Meester bij een bespreking van zijn boek Zie mij, 2012

Frank Meester (Amsterdam, 14 april 1970) is een Nederlands filosoof, publicist en musicus.

## Levensloop
Meester studeerde filosofie en algemene literatuurwetenschap aan de Universiteit van Amsterdam en de Erasmus Universiteit in Rotterdam. Van 2010 tot 2016 was hij assistent-lector Filosofie en Beroepspraktijk aan de Haagse Hogeschool.
Meester is bekend als de jongste van het schrijversduo Gebroeders Meester en schreef columns in onder andere Filosofie Magazine en de Volkskrant.
Samen met Stine Jensen toerde hij in 2018 en 2019 door het land met de theatervoorstelling Het opvoedcircus. Ze schreven samen ook twee boeken over opvoeden: De opvoeders en het kinderboek Hoe voed ik mijn ouders op? Dit boek werd bekroond met een Vlag en Wimpel door de Griffeljury. Met Coen Simon is Meester daarnaast de initiatiefnemer van de pamfletreeks Nieuw Licht, waarbij elk pamflet bestaat uit een antwoord van een denker op een vraag van Simon en Meester. In deze reeks zijn pamfletten van onder meer Arnon Grunberg, Marli Huijer, Bas Heijne en Femke Halsema verschenen.
Meester speelt tevens contrabas in de Hot Club de Frank. Ook speelt hij met zijn zoons Midas en Gilles in The MAESTROs.

## Publicaties
- Gebroeders Meester / Meesters in de Filosofie (2005) ISBN 9076988811
- Gebroeders Meester / Meesters in Religie (2006) ISBN 9085710421
- Gebroeders Meester / Descartes' docter (2007) ISBN 9789085710479
- Islam (2008) ISBN 9789025958176
- Zie mij. Filosofie van de ijdelheid (2010) ISBN 9789020412710
- Douwe Draaisma, Ad Vingerhoets, Frank Meester, Huub Wijfjes e.a. / De muziek zegt alles (2011) ISBN 9789020411522
- Goudmijn van het denken Filosofie in de beroepspraktijk (2012), samen met Marli Huijer. ISBN 9789461057839
- Gebroeders Meester / Meesters in het hier en nu (2012) ISBN 9789085713043
- De opvoeders (2018, met Stine Jensen) ISBN 9789048855483
- Hoe voed ik mijn ouders op? (2019), samen met Stine Jensen, met illustraties van Hugo van Look) ISBN 978-9020618433
- De zijkant van de filosofie. Een dialoog over vrouwelijk denken (2021), samen met Aline d' Haese
- Waarom we de wereld niet rond kunnen krijgen. Pleidooi voor inconsequentie (2021)
- Feminisme voor mannen en andere wezens (2023)
- Bluf jezelf door het leven. Over waarheid en andere leugens (2024)